# Chèvremont
Chèvremont település Franciaországban, Territoire de Belfort megyében. Lakosainak száma 1566 fő (2022. január 1.). Chèvremont Bessoncourt, Fontenelle, Pérouse, Petit-Croix és Vézelois községekkel határos.

## Népesség
A település népességének változása:
| Lakosok száma | 1593 | 1613 | 1670 | 1600 | 1585 | 1570 | 1572 | 1569 | 1566 |
|               | 2013 | 2015 | 2016 | 2017 | 2018 | 2019 | 2020 | 2021 | 2022 |